# فرانسواز بونيت
فرانسواز بونيت (بالفرنسية: Françoise Bonnet)‏ هي منافسة ألعاب القوى فرنسية، ولدت في 8 أبريل 1957 في مونلوسون في فرنسا.

## وصلات خارجية
- فرانسواز بونيت على موقع الاتحاد الدولي لألعاب القوى (الإنجليزية)
- فرانسواز بونيت على موقع الاتحاد الفرنسي لألعاب القوى (الفرنسية)
- فرانسواز بونيت على موقع رابطة إحصائيات سباق الطريق (الإنجليزية)
- فرانسواز بونيت على موقع اللجنة الأولمبية الدولية (الإنجليزية)
- فرانسواز بونيت على موقع أوليمبيديا (الإنجليزية)